# Billy McNeill
Pour les articles homonymes, voir McNeill.
William McNeill, dit Billy McNeill, né le 2 mars 1940 à Bellshill et mort le 22 avril 2019 à Londres, est un footballeur international puis entraîneur écossais. 
Défenseur emblématique du Celtic FC, il remporte notamment la Coupe des clubs champions européens en 1967 en tant que capitaine. Devenu entraîneur, il dirige notamment le Celtic FC avec lequel il remporte de nombreux titres à la suite de Jock Stein. Il fait partie du Scottish Football Hall of Fame, intronisé lors de son inauguration en 2004.

## Biographie

### Joueur
Né à Bellshill, dans la banlieue Est de Glasgow, Billy McNeill est formé à proximité, au Blantyre Victoria. En 1957, à 17 ans, il est recruté par le Celtic FC, l'un des deux grands clubs du pays. 
Grand (il mesure 1,87 m), il fait ses débuts en août 1958 au poste de défenseur central. Il devient titulaire indiscutable à partir de 1960 et fait bientôt ses débuts en équipe nationale. Devenu capitaine au milieu des années 1960, il connaît les grandes heures du club sous la direction de Jock Stein, venu comme lui du club de Blantyre. Les célèbres Lisbon Lions remportent notamment la Coupe des clubs champions européens en 1967, une première pour un club britannique,. McNeill est le premier vainqueur du prix SFWA Footballer of the Year, récompensant le meilleur joueur du championnat écossais, en 1965.
Lorsqu'il raccroche les crampons en 1975, il compte à son palmarès neuf championnats d'Écosse, sept coupes d'Écosse (ce qui constitue un record partagé avec Bob McPhail, Dougie Gray et Jimmy McMenemy) et six coupes de la Ligue écossaise. Il a disputé 790 matchs toutes compétitions confondues, dans leur intégralité, dont 486 en championnat (pour 21 buts).
Il compte finalement 29 sélections en équipe nationale entre avril 1961 et mai 1972, pour trois buts inscrits. Il est aussi sélectionné en Scottish League XI.
En 1974, Billy McNeill est ordonné membre de l'Ordre de l'Empire britannique (MBE). Celui que les supporters surnommaient Ceasar en français : « César » est élu capitaine de l'équipe du centenaire du Celtic en 2002.

### Entraineur
McNeill commence sa carrière d'entraîneur à Clyde en avril 1977, puis à Aberdeen la saison suivante. Il y recrute Steve Archibald et Gordon Strachan et mène son équipe à la 2e place du championnat, juste derrière le Rangers FC. Cet exercice prometteur lui ouvre les portes du Celtic FC, à la suite de son mentor Jock Stein. McNeill parvient à renouveler l'équipe usée par plusieurs saisons difficiles. En cinq saisons, de 1978 à 1983, McNeill remporte trois titres de champion d'Écosse, une coupe d'Écosse et une coupe de la Ligue, prolongeant de belle manière la période dorée de Stein. Mais McNeill est lassé des conflits et du manque d'ambitions de ses dirigeants. En 1983, la vente à Arsenal du jeune Charlie Nicholas, tout juste élu joueur de l'année en Écosse, sert de déclencheur à son départ.
En juin 1983, , il quitte Glasgow pour l'Angleterre. Deux ans après avoir failli rejoindre Manchester United, il signe avec son grand rival, Manchester City, relégué en D2 anglaise. Avec son adjoint Jimmy Frizzell (en), il découvre en arrivant la grande difficulté financière dans laquelle se débat le club. Il parvient cependant à reconstruire une équipe compétitive, par exemple avec le recrutement de Mick McCarthy, et après avoir manqué de peu le retour en First Division pour sa 1re saison, il atteint l'objectif en 1985. Il mène de plus son club en finale de la première édition de la Full Members Cup. L'année suivante il obtient le maintien du club. En septembre 1986, alors que la saison 1986-1987 a tout juste débuté, il quitte Manchester City pour Aston Villa FC, un autre club de l'élite anglaise. Ce départ est vécu comme une trahison par le club mancunien. Alors que McNeill pense trouver à Villa les moyens d'obtenir de meilleurs résultats, il y trouve une situation tout autant préoccupante. En fin d'exercice, Aston Villa pointe à la dernière place du classement, et les deux clubs sont relégués. McNeill démissionne. 
En 1987, McNeill fait son retour au Celtic, où son remplaçant David Hay a peiné à faire face à l'émergence de Dundee United et Aberdeen, puis des Rangers de Graeme Souness. Pour sa première saison, le club fête son centenaire et McNeill obtient des fonds. Les coéquipiers de Paul McStay et Frank McAvennie remportent un inattendu doublé coupe-championnat d'Écosse, réalisant notamment une série de 31 matchs sans défaite. Son équipe brille cette saison par son état d'esprit et sa capacité à forcer la décision en fin de match. Après une nouvelle victoire en coupe d'Écosse en 1989, McNeill connait deux années blanches, au cours desquelles il s'oppose fréquemment au comité directeur. Licencié en 1991, McNeill se retire officiellement du football. McNeill devient par la suite consultant et tient un bar à Glasgow.
En 1998, un an après une sévère opération cardiaque, il est brièvement directeur sportif de Hibernian FC, sans grand succès. Il reprend quelques semaines la charge de l'équipe, en position d'intérim, après le licenciement de Jim Duffy (en). Il quitte les Hibs en juillet 1998.

## Statistiques

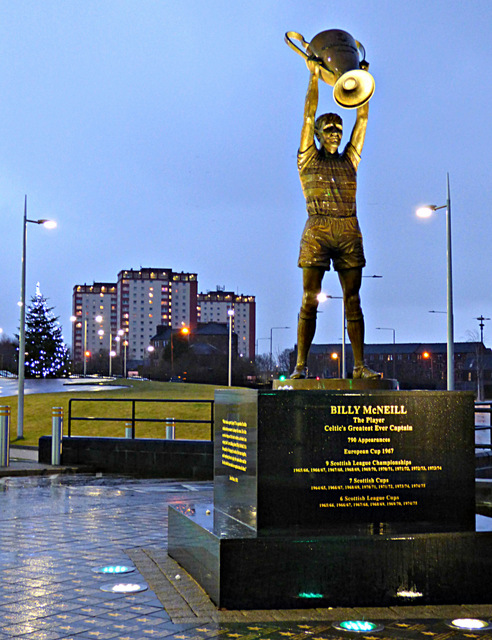
Statue de Billy McNeill près du Celtic Park en 2018.

| Club      | Club      | Club         | Championnat | Championnat | Coupe  | Coupe | Coupe de la Ligue | Coupe de la Ligue | Europe | Europe | Total  | Total |
| Saison    | Club      | Champ.       | Matchs      | Buts        | Matchs | Buts  | Matchs            | Buts              | Matchs | Buts   | Matchs | Buts  |
| --------- | --------- | ------------ | ----------- | ----------- | ------ | ----- | ----------------- | ----------------- | ------ | ------ | ------ | ----- |
| 1957-1958 | Celtic FC | Division One | 0           | 0           | 0      | 0     | 0                 | 0                 | 0      | 0      | 0      | 0     |
| 1958-1959 | Celtic FC | Division One | 17          | 0           | 0      | 0     | 6                 | 0                 | 0      | 0      | 23     | 0     |
| 1959-1960 | Celtic FC | Division One | 19          | 0           | 7      | 0     | 6                 | 0                 | 0      | 0      | 32     | 0     |
| 1960-1961 | Celtic FC | Division One | 31          | 1           | 8      | 0     | 4                 | 0                 | 0      | 0      | 43     | 1     |
| 1961-1962 | Celtic FC | Division One | 29          | 1           | 6      | 0     | 6                 | 0                 | 0      | 0      | 41     | 1     |
| 1962-1963 | Celtic FC | Division One | 28          | 1           | 7      | 0     | 6                 | 0                 | 1      | 0      | 42     | 1     |
| 1963-1964 | Celtic FC | Division One | 28          | 0           | 4      | 0     | 6                 | 0                 | 8      | 0      | 46     | 0     |
| 1964-1965 | Celtic FC | Division One | 22          | 0           | 6      | 1     | 6                 | 0                 | 2      | 0      | 36     | 1     |
| 1965-1966 | Celtic FC | Division One | 25          | 0           | 7      | 0     | 10                | 0                 | 7      | 1      | 49     | 1     |
| 1966-1967 | Celtic FC | Division One | 33          | 0           | 6      | 0     | 10                | 2                 | 9      | 1      | 58     | 3     |
| 1967-1968 | Celtic FC | Division One | 34          | 5           | 1      | 0     | 10                | 0                 | 2      | 0      | 47+3   | 5+1   |
| 1968-1969 | Celtic FC | Division One | 34          | 3           | 7      | 3     | 9                 | 0                 | 6      | 0      | 56     | 6     |
| 1969-1970 | Celtic FC | Division One | 31          | 5           | 5      | 0     | 10                | 2                 | 9      | 0      | 55     | 7     |
| 1970-1971 | Celtic FC | Division One | 31          | 1           | 8      | 1     | 10                | 0                 | 5      | 1      | 54     | 3     |
| 1971-1972 | Celtic FC | Division One | 34          | 3           | 6      | 1     | 8                 | 0                 | 7      | 0      | 55     | 4     |
| 1972-1973 | Celtic FC | Division One | 30          | 1           | 7      | 1     | 10                | 0                 | 4      | 0      | 51     | 2     |
| 1973-1974 | Celtic FC | Division One | 30          | 0           | 5      | 0     | 11                | 0                 | 7      | 0      | 53     | 0     |
| 1974-1975 | Celtic FC | Division One | 30          | 1           | 4      | 0     | 9                 | 0                 | 2      | 0      | 45     | 1     |
| Total     | Total     | Total        | 486         | 22          | 94     | 7     | 137               | 4                 | 69     | 3      | 789    | 37    |

| Club               | Pays       | De             | À              | Matchs | V   | N   | D   | %     |
| ------------------ | ---------- | -------------- | -------------- | ------ | --- | --- | --- | ----- |
| Clyde FC           | Écosse     | Avril 1977     | Juin 1977      |        |     |     |     | —     |
| Aberdeen FC        | Écosse     | Juin 1977      | Août 1978      |        |     |     |     | —     |
| Celtic FC          | Écosse     | Août 1978      | Mai 1983       | 258    | 165 | 40  | 53  | 63,95 |
| Manchester City FC | Angleterre | Juin 1983      | Septembre 1986 | 150    | 60  | 41  | 49  | 40,00 |
| Aston Villa FC     | Angleterre | Septembre 1986 | Mai 1987       | 41     | 9   | 15  | 17  | 21,95 |
| Celtic FC          | Écosse     | Mai 1987       | Mai 1991       | 197    | 108 | 41  | 48  | 54,82 |
| Total              | Total      | Total          | Total          | 646    | 342 | 137 | 167 | 52,94 |

## Palmarès

### Joueur
Celtic Glasgow (1958-1975)
- Vainqueur de la Coupe des clubs champions européens en 1967
  - Finaliste de la Coupe des clubs champions européens en 1970
- Champion d'Écosse (9) : 1965-1966, 1966-1967, 1967-1968, 1968-1969, 1969-1970, 1970-1971, 1971-1972, 1972-1973, 1973-1974
- Vainqueur de la Coupe d'Écosse (7) : 1965, 1967, 1969, 1971, 1972, 1974, 1975
- Vainqueur de la Coupe de la Ligue écossaise (6) : 1966, 1967, 1968, 1969, 1970, 1975.

### Entraineur
Celtic Glasgow (1978-1983 puis 1987-1991)
- Champion d'Écosse (4) : 1978-1979, 1980-1981, 1981-1982, 1987-1988
- Vainqueur de la Coupe d'Écosse (3) : 1980, 1988, 1989
- Vainqueur de la Coupe de la Ligue écossaise (1) : 1983.

## Publication
- (en) Hail Cesar - The Autobiography, Billy McNeill, Headline Books, 2004.